# Восточные святые врата Юрьева монастыря
Святые врата Юрьева монастыря — памятник архитектуры. Расположен в Великом Новгороде, современный адрес постройки — Юрьевское шоссе, 10 сооружение 19.
Врата в восточной стене монастыря были построены при архимандрите Фотии в 1824—1830 годах на месте более ранних строений. Они выглядят подобно западным вратам, это выступающая с восточной стороны триумфальная арка, фланкированная сдвоенными тосканскими колоннами в три четверти, на которых размещён архитрав с метопами и триглифами. Вершина постройки — фигурный аттик с главкой. С севера к воротам вплотную примыкает корпус столярной и слесарной мастерских.
Во время Великой Отечественной войны были утрачены многие элементы завершения врат. В 1971-72 годах под руководством Т. В. Гладенко утраты были отреставрированы, повторные исследования и реставрация прошли в 1980-е годы под руководством Г. М. Штендера по проекту И. Б. Аблизиной при приспособлении монастыря под туристический центр.